# タウンホール (ニューヨーク)

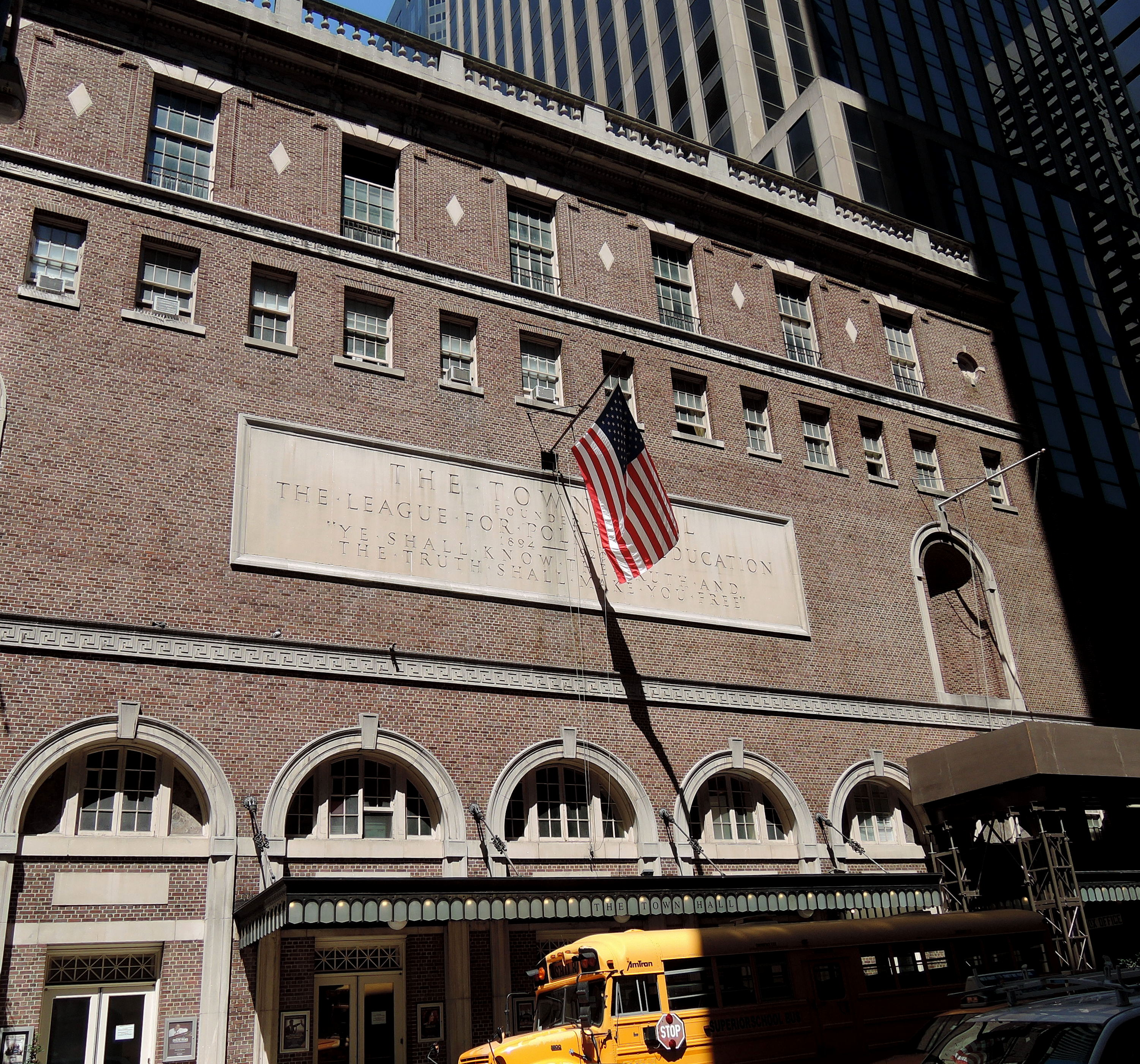
「ザ・タウンホール」

ニューヨーク市のタウンホール（英語: The Townhall in New York City）は、単にザ・タウンホール（英語: The Town Hall）とも呼ばれ、ニューヨーク市、マンハッタンのミッドタウンにある多目的ホールである。

## 概要
「ザ・タウンホール」はニューヨーク市のマンハッタンのミッドタウンにあり、6番街とブロードウェイの間（住所は123 West 43rd Street）にある。1921年1月12日にオープンし、現在多目的ホールとして使われていて、約1,500人が収容できる。
1930年代に、米国の最初の広報メディア番組は、「アメリカのラジオ・タウンミーティング」番組（America's Town Meeting of the Air）として、この建物で始まった。
1978年11月28日、ニューヨーク市歴史建造物保存委員会はここをランドマークとして指定した。また2012年にアメリカ合衆国国立公園局はこの建物を国家歴史登録財に登録し、2013年に国定歴史建造物に指定した。

## 参照項目
- 北沢タウンホール
- 多目的ホール